# 895
Раннє Середньовіччя •  Епоха вікінгів •  Золота доба ісламу •  Реконкіста

## Геополітична ситуація
У Візантії триває правління Лева VI. На підконтрольних франкам теренах існують Західне Франкське королівство, Східне Франкське королівство, Італійське королівство, Бургундія. Північ Італії належить Італійському королівству під владою франків, середню частину займає Папська область, герцогства на південь від Римської області незалежні, деякі області на півночі та на півдні належать Візантії, інші окупували сарацини. Піренейський півострів, окрім Королівства Астурія та Іспанської марки, займає Кордовський емірат. Північну частину Англії захопили дани, на півдні править Вессекс. Існують слов'янські держави: Перше Болгарське царство, Велика Моравія, Богемія, Приморська Хорватія, Київська Русь. У Паннонію переселилися мадяри.
Аббасидський халіфат очолює аль-Мутадід, халіфат втрачає свою могутність. У Китаї править династія Тан. Значними державами Індії є Пала, Пратіхара, Чола. В Японії триває період Хей'ан. На північ від Каспійського та Азовського морів існує Хозарський каганат.
На території лісостепової України в IX столітті літописці згадують слов'янські племена білих хорватів, бужан, волинян, деревлян, дулібів, полян, сіверян, тиверців, уличів. Частина цих племен платить данину Київській Русі. У Північному Причорномор'ї співіснують різні кочові племена, зокрема хозари, алани, тюрки, угри, печеніги, кримські готи. Херсонес Таврійський належить Візантії.

## Події
- Богемія відокремлюється від Великоморавського королівства.
- Угорські (мадярські) племена на чолі з Арпадом під тиском печенігів перейшли через Верецький перевал Карпат й розселилися у Паннонії. Угорське князівство.
- Печеніги, яких болгари покликали в союзники проти мадярів, захопили степи між Доном і Дунаєм.
- Арнульф Каринтійський, король Східного Франкського королівства, розпочав другу спробу підкорення Італії.

## Народились
- Ерік I — король Норвегії